# 617-й штурмовой авиационный полк
617-й штурмовой авиационный полк — авиационная воинская часть ВВС РККА штурмовой авиации в Великой Отечественной войне.

## Наименование полка
В различные годы своего существования полк имел наименования:
- 617-й ночной бомбардировочный авиационный полк[1];
- 617-й штурмовой авиационный полк (05.09.1942)[1];
- 167-й гвардейский штурмовой авиационный полк[1];
- 167-й гвардейский штурмовой авиационный Староконстантиновский полк[1];
- 167-й гвардейский штурмовой авиационный Староконстантиновский ордена Суворова полк[1];
- 167-й гвардейский истребительный авиационный Староконстантиновский ордена Суворова полк[1];
- 167-й гвардейский истребительный авиационный Староконстантиновский ордена Суворова полк ПВО[1];
- Войсковая часть (Полевая почта) 15570[2][1].

## История и боевой путь полка
Полк сформирован 9 ноября 1941 года как 617-й ночной бомбардировочный на базе 1-го Чкаловского военного авиационного училища летчиков им. К. Е. Ворошилова на самолётах Р-5. После формирования полк составом 20 экипажей прибыл на Калининский фронт в состав ВВС Калининского фронта 20 декабря 1941 года и с 18 января 1942 года приступил к выполнению боевых заданий командования по уничтожению немецких войск.
16 июля полк прибыл в 5-й запасной авиационный полк 1-й запасной авиационной бригады ВВС Приволжского военного округа в Кинель-Черкассы и с 19 июля приступил к теоретической подготовке на самолёте Ил-2. Полк переформирован в штурмовой. С 28 июля приступил к практической подготовке и полетам на Ил-2 на аэродроме Муханово. С 12 августа полк продолжает обучение на аэродроме Кряж. Закончив переучивание, полк 5 сентября 1942 года прибыл на фронтовой аэродром Ленинск.
С 6 сентября 1942 года полк приступил к боевой работе в составе 206-й штурмовой авиадивизии 8-й воздушной армии Сталинградского фронта. Штурмовыми ударами дивизия задерживала продвижение мотомеханизированных колонн противника в районах Новомихайловский, Морозовский, Михайловка в восточном и юго-восточном направлениях, содействовала наземным войскам в отражении атак мотомеханизированных частей, уничтожала авиацию противника на аэродромах, переправы на р. Дон на участке Вертячий — Калач. Особенно напряженную работу дивизия вела в период с 1 августа по 20 сентября 1942 года в период выхода противника на рубеж р. Дон в районе Вертячий — Калач и на рубеже р. Аксай с юга и при дальнейшем продвижении к Сталинграду. В первом боевом вылете полк потерял 2 экипажа.
К 13 сентября в результате ожесточённых боев под Сталинградом в полку осталось 2 боеготовых самолёта. 27 сентября 1942 года полк убыл на укомплектование в 5-й запасной авиационный полк 1-й запасной авиационной бригады ВВС Приволжского военного округа в Кинель-Черкассы.

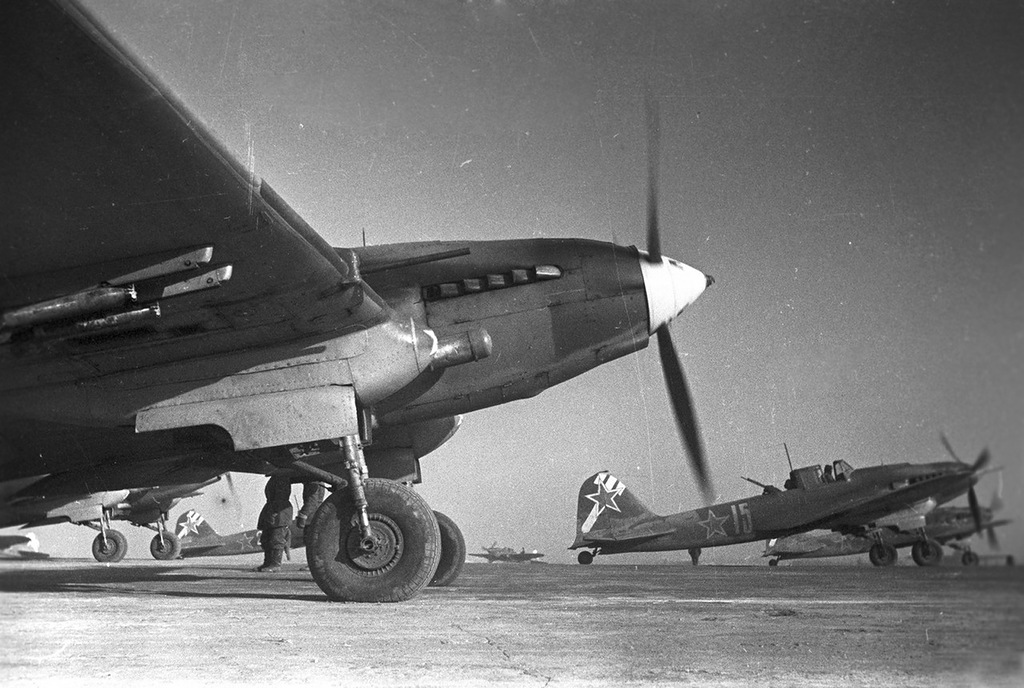
Конструкторы называли разработанный ими штурмовик Ил-2 «летающим танком», пилоты-истребители люфтваффе прозвали его «бетонным самолётом» (нем. Betonflugzeug), солдаты вермахта называли его «чумой» (нем. Schwarzer Tod, дословно: «чёрная смерть»). На фото Ил-2 готовится к вылету на боевое задание под Сталинградом. Январь 1943 г.

После укомплектования полка личным составом и техникой полк в начале марта 1943 года прибыл в состав 291-й штурмовой авиационной дивизии 16-й воздушной армии Сталинградского фронта. Полк вошел в состав дивизии в напряженный период боевой работы на харьковском направлении и с 16 марта вступил в боевые действия. 26 марта после напряженной боевой работы полк вместе с дивизией убывает на переформирование и доукомплектование материальной частью и личным составом в Старый Оскол. Находясь на формировании полк доукомплектовался материальной частью и личным составом, перебазировался на аэродром Солнцево.
В апреле — июне 1943 года во время Курской битвы полк вёл боевые действия в районе Суджа — Волочанск, Харьковский аэроузел (Харьков — Рогань — Томаровка — Микояновка), Харьковский ж/д узел, Водолага — Мерефа; в районе Обоянь — Тросное — Змиев — Лебедин, штурмовал технику на дорогах Харьков — Белгород, а также на обоянском направлении — в районах Зыбино, Казацкое, Черкасское, Томаровка и Бутово.
С 3 ноября 1943 года полк участвует в Киевской наступательной операции, с 24 декабря 1943 в Житомирско-Бердичевской наступательной операции, в которой полк поддерживал наступающие войска в направлении Бердичев — Новоград-Волынский и в районе Радомышля. С конца января началась Корсунь-Шевченковская наступательная операция, где полк наносил удары южнее Киева, а с 26 января в районе Звенигородки по окруженным и зажатым в кольцо десяти немецким дивизиям.
За отличные боевые действия, проявленные отвагу за отечество, героизм, стойкость, дисциплину и организованность на фронтах Отечественной войны против немецких захватчиков приказом НКО СССР № 018 от 05.02.1944 года 291-я штурмовая авиационная дивизия преобразована в 10-ю гвардейскую штурмовую авиационную Воронежско-Киевскую дивизию, а её полки в гвардейские. 617-й штурмовой авиационный полк преобразован 167-й гвардейский штурмовой авиационный полк.
В составе действующей армии 617-й штурмовой авиационный полк находился с 5 по 13 сентября 1942 года и с 16 марта 1943 года по 5 февраля 1944 года.

## Командиры полка
- майор	Гопанюк (Гапанюк) Григорий Иванович[3], 09.11.1941 — 27.09.1942
- майор, подполковник, гвардии подполковник Ломовцев Дмитрий Леонтьевич, убыл на должность заместителя командира 10-й гв. шад[8], 05.1943 — 03.1944
- гварди майор, гвардии подполковник Василин Иван Иванович[9], 1944—1946

## В составе соединений и объединений
| Дата          | Фронт (округ)             | Армия                            | Дивизия                                                        | Примечания |
| ------------- | ------------------------- | -------------------------------- | -------------------------------------------------------------- | ---------- |
| 16.07.1942 г. | Приволжский военный округ | ВВС Приволжского военного округа | 1-я запасная авиационная бригада 5-й запасной авиационный полк |            |
| 05.09.1942 г. | Сталинградский фронт      | 8-я воздушная армия              | 206-я штурмовая авиационная дивизия                            |            |
| 27.09.1942 г. | Приволжский военный округ | ВВС Приволжского военного округа | 1-я запасная авиационная бригада 5-й запасной авиационный полк |            |
| 15.03.1943 г. | Воронежский фронт         | 2-я воздушная армия              | 291-я штурмовая авиационная дивизия                            |            |
| 20.10.1943 г. | 1-й Украинский фронт      | 2-я воздушная армия              | 291-я штурмовая авиационная дивизия                            |            |
| 05.02.1944 г. | 1-й Украинский фронт      | 2-я воздушная армия              | 10-я гвардейская штурмовая авиационная дивизия                 |            |

## Участие в операциях и битвах
- Сталинградская битва — с 5 по 13 сентября 1942 года.
- Харьковская операция — с 16 по 25 марта 1943 года.
- Курская битва — с 5 июля по 23 августа 1943 года.
  - Белгородско-Харьковская операция — с 3 по 23 августа 1943 года.
- Киевская наступательная операция — с 3 ноября по 22 декабря 1943 года.

## Благодарности Верховного Главнокомандующего
Воинам полка в составе 291-й штурмовой авиационной Воронежско-Киевской дивизии Верховным Главнокомандующим объявлена благодарность:
- За отличие в боях при овладении столицей Советской Украины городом Киев — крупнейшим промышленным центром и важнейшим стратегическим узлом обороны немцев на правом берегу Днепра[10].

## Отличившиеся воины
- Алексухин, Василий Тимофеевич, старший лейтенант, командир звена 617-го штурмового авиационного полка за образцовое выполнение боевых заданий командования на фронте борьбы с немецкими захватчиками и проявленные при этом отвагу и геройство Указом Президиума Верховного Совета СССР от 4 февраля 1944 года присвоено звание Героя Советского Союза (Посмертно).
- Алимкин, Иван Николаевич, младший лейтенант, заместитель командира и штурман эскадрильи 617-го штурмового авиационного полка за образцовое выполнение боевых заданий командования на фронте борьбы с немецкими захватчиками и проявленные при этом отвагу и геройство Указом Президиума Верховного Совета СССР от 13 апреля 1944 года присвоено звание Героя Советского Союза. Медаль № 3385.
- Гарин Борис Иванович, капитан, командир эскадрильи 617-го штурмового авиационного полка 291-й штурмовой авиационной дивизии 2-й воздушной армии Воронежского фронта, за образцовое выполнение боевых заданий командования на фронте борьбы с немецкими захватчиками и проявленные при этом отвагу и геройство Указом Президиума Верховного Совета СССР от 4 февраля 1944 года присвоено звание Героя Советского Союза. Медаль № 2380.

## Совершившие огненный таран
Совершившие огненный таран экипажи полка:
- заместитель командира эскадрильи 617-го штурмового авиационного полка старший лейтенант Алексухин Василий Тимофеевич 15 декабря 1943 года. Удостоен звания Герой Советского Союза посмертно 4 февраля 1944 года.
- старший лётчик 617-го штурмового авиационного полка младший лейтенант	Китов Фёдор Михайлович 7 июля 1943 года. Посмертно награждён орденом Отечественной войны II степени 11 августа 1943 года.
- командир эскадрильи 617-го штурмового авиационного полка старший лейтенант Прошкин Андрей Фёдорович 26 августа 1943 года. Не награждался.
- экипаж в составе: командир звена 617-го ночного бомбардировочного авиационного полка старший лейтенант Шинкоренко Павел Яковлевич	и стрелок-бомбардир	617-го ночного бомбардировочного авиационного полка лейтенант Стрижов Григорий Константинович 30 апреля 1942 года. Не награждались.

## Память
- В школе № 478 города Москвы в районе Текстильщики создан Музей «Боевой путь 10-й гвардейской штурмовой авиационной Воронежско-Киевской Краснознамённой дивизии и боевой славы».